# Боб Сабурін
Боб Сабурін (англ. Bob Sabourin, 17 березня 1933, Садбері — 9 липня 2020, Джексонвілл) — канадський хокеїст, що грав на позиції крайнього нападника. Згодом — хокейний тренер.

## Біографія
Професійну хокейну кар'єру розпочав 1952 року.
Усю професійну клубну ігрову кар'єру, що тривала 17 років, провів, захищаючи кольори команд ОХА, АХЛ, ЗХЛ, один матч у сезоні 1951—1952 зіграв у складі «Торонто Мейпл-Ліфс», відзначився двома хвилинами штрафу.
Після завершення кар'єри гравця головний тренер, а згодом генеральний менеджер клуб «Джексонвілл Рокетс».
У 1971 створив рекламну компанію, яка займалась концертами, спортивними видовищами та іншим. Пізніше став директором ковзанки в Джексонвілл та власником місцевої хокейної команди.